# Sulle ali dei Dragon Flyz
Sulle ali dei Dragon Flyz (Dragon Flyz) è una serie televisiva a cartoni animati prodotta da Gaumont e Abrams/Gentile Entertainment nel 1997.

## Trama
In un futuro post-apocalittico, una guerra atomica porta la distruzione su tutto il globo. 
Quasi tutta la civiltà umana e le loro tecnologie scientifiche vennero distrutte.
I superstiti si rifugiarono nell'ultimo baluardo del progresso dell'umanità: una città voltante ribattezzata "Città D'aria" una grande arca che ospita anche gli animali superstiti del mondo.
La squadriglia dei Dragon Flyz, composta da dragoni che cavalcano draghi volanti, transitano dai cieli alla terra per recuperare cristalli d'ambra: pietre indispensabili ai generatori che mantengono in volo la città. 
Tuttavia sulla terra vi sta il terribile Mente Nera, il signore dei draghi rossi, che vuole catturarli tutti e prendere il potere per dominare la città d'aria.
Nel corso della serie i Dragon Flyz viaggiano per la terra alla ricerca di un luogo ancora ospitale per scendere dalla città d'aria e ricominciare a vivere.

## Personaggi
- Falcon (Zenith)
- Aaron
- Turbine (Peak)
- Vega (Apex)
- Nembo (Summit)
- Orac
- Councillor Joshua
- Mente Nera (Dreadwing)
- Notturnia
- Gangreen

## Episodi in inglese
1. Dragon Down
2. Day of the Dragon
3. Darkness Bound
4. Son of Dread
5. The Amber King
6. Crystal Fire
7. The Defector
8. Warnado Rising
9. Bugz
10. Lost Eden
11. The Mount Alayas
12. Scavenger
13. Dark Dramen
14. The Eclipse
15. There can be only one
16. Cifex
17. Intro Hell's Gate
18. Ground Zero
19. Betrayed
20. The Portal
21. Dread Rules (part 1)
22. Dread Rules (part 2)
23. The Children's Crusade
24. The Chameleon
25. The Accused
26. F.I.S.T. Fighters

## Doppiaggio italiano
- Claudio Moneta- Falcon
- Mario Zucca- Mente Nera
- Patrizia Scianca- Vega
- Lorella De Luca- Notturnia
- Patrizio Prata- Turbine
- Nicola Bartolini Carrassi- Nembo
- Maurizio Scattorin- Aron